# Klaus Reichert
Klaus Reichert (Hanau, 1947. június 3. –) olimpiai és világbajnok német tőrvívó.